# Mąż zaufania
Mąż zaufania – w instytucjach demokratycznych osoba, ciesząca się zaufaniem ogółu, czuwająca nad  rzetelnością przebiegu zgromadzeń, zebrań bądź wyborów.
- Według prawa spółdzielczego, do czuwania nad prawidłowym przebiegiem walnego zgromadzenia członków spółdzielni powinni oni na początku zgromadzenia wybrać spośród siebie jednego lub kilku mężów zaufania. Ich zadaniem jest niedopuszczenie do ewentualnych manipulacji w procedurach takiego zgromadzenia, które mogłyby pozostać niezauważone przez mniej znających się na prawie zwykłych członków spółdzielni. Z drugiej strony mąż zaufania swoim autorytetem winien pomagać prowadzącemu zebranie w utrzymaniu porządku na sali.
- W wyborach – mężowie zaufania są reprezentantami kandydata w komisjach wyborczych. Zadaniem tych osób jest obserwowanie przebiegu wyborów ze szczególnym uczuleniem na ewentualne naruszenia procedur, mogących narazić na utratę głosów przez desygnującego ich kandydata.
Zgodnie z uregulowaniami obowiązującymi w Polsce w odbywających się w Polsce wyborach – tak samorządowych, jak parlamentarnych i do Parlamentu Europejskiego oraz prezydenckich komitety wyborcze każdego z kandydatów mają prawo powołać swoich mężów zaufania we wszystkich lokalach wyborczych i we wszystkich komisjach wyborczych każdego szczebla, aż do krajowego włącznie. Zgodnie z art. 103a § 1 Kodeksu wyborczego każdy pełnomocnik wyborczy lub osoba przez niego upoważniona może wyznaczyć po jednym mężu zaufania do każdej obwodowej komisji wyborczej. Mężowie zaufania otrzymują od pełnomocników wyborczych (lub osób przez nich upoważnionych) zaświadczenia, opracowane przez Państwową Komisję Wyborczą zezwalające na wstęp do pomieszczeń komisji wyborczej, także w czasie obliczania głosów. Mężowi zaufania przysługuje zgodnie z prawem, wniesienie uwag i zastrzeżeń do protokołu z przebiegu wyborów, sporządzanego przez komisję. Nie może on jednak wykonywać żadnych czynności członka komisji, pomagać wyborcom w głosowaniu ani udzielać im wyjaśnień.

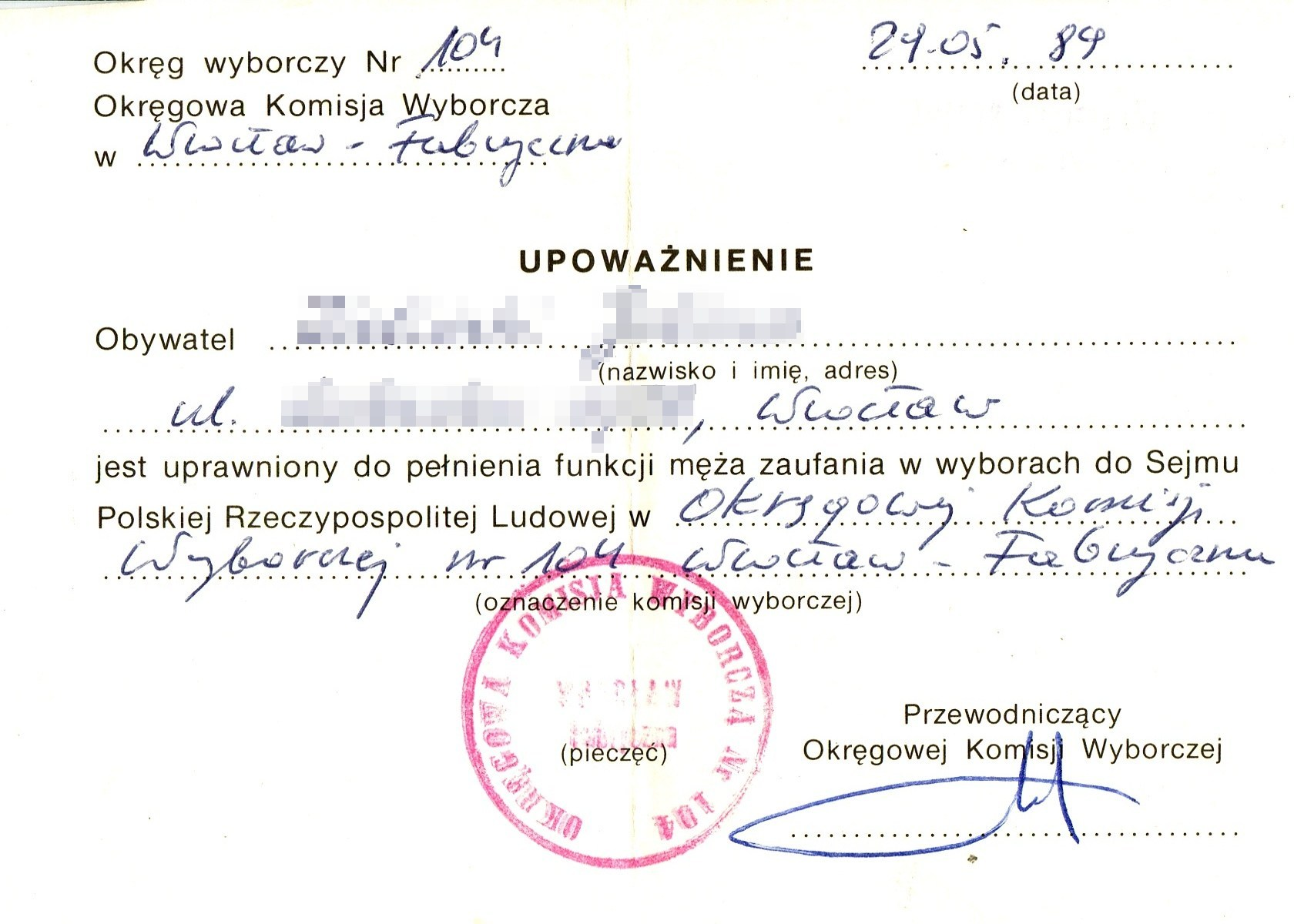
Upoważnienie męża zaufania w wyborach czerwcowych 1989

- Powoływanie mężów zaufania zdarza się również w niektórych konkursach, szczególnie takich, w których stawką jest cenna wygrana lub wysoka funkcja.
- Mężowie zaufania powoływani też bywają jako przedstawiciele żołnierzy zawodowych, reprezentujący ich interesy wobec właściwych dowódców.
- W gospodarce, w benchmarkingu, rolę "męża zaufania" spełnia firma doradcza, niezaangażowana w projekt i przez to niezainteresowana poufnymi informacjami, które mogłyby do niej dotrzeć.